# غاري سنايدر
غاري سنايدر (بالإنجليزية: Gary Snyder) (مواليد 8 مايو 1930) هو مفكر أمريكي. ويشتهر بكونه شاعرًا (غالبًا ما يرتبط اسمه بجيل البيت والنهضة في سان فرانسيسكو)، وهو أيضًا كاتب ومحاضر وناشط بيئي ولديه ميول أناركية بدائية. ووصف بـ «شاعر علم البيئة المتقدم». وفاز سنايدر بجائزة بوليتزر عن فئة الشعر وبالجائزة الأمريكية للكتاب. يعكس عمله، في مراحله المختلفة، استغراقًا في الروحانية البوذية والطبيعة. ترجم سنايدر أعمالًا أدبية من الصينية القديمة واليابانية الحديثة إلى الإنجليزية. وكان سنايدر أكاديميًا في جامعة كاليفورنيا، دافيس، وعضوًا في مجلس كاليفورنيا للفنون.

## حياته ومشواره المهني

### نشأته
ولد غاري شيرمان سنايدر في سان فرانسيسكو، كاليفورنيا. والداه هما هارولد ولويس هينيسي سنايدر. ولدى سنايدر أصول ألمانية وإسكتلندية وأيرلندية وإنجليزية. انتقلت عائلته - الفقيرة بسبب الكساد الكبير - إلى مقاطعة كينغ، واشنطن، حين كان عمره عامين. وهناك عملوا في رعاية البقر الحلوب، وربوا الدجاج البياض، وكان لديهم بستان صغير، وصنعوا ألواحًا من خشب الأرز. وفي سن السابعة، بقي سنايدر طريح الفراش لمدة أربعة أشهر بسبب حادث. وقال في المقابلة له: «لذلك أحضر لي أهلي أكوامًا من الكتب من مكتبة سياتل العامة»، «ثم تعلمت القراءة حقًا ومنذ ذلك الحين أصبحت شرهًا لها - أعتقد أن هذا الحادث غيّر حياتي. مع نهاية الأشهر الأربعة، كنت قد قرأت أكثر مما يقرأه معظم الأطفال عندما يبلغون الثامنة عشرة من العمر. ولم أتوقف». لذا خلال سنوات طفولته العشرة في واشنطن، أصبح سنايدر على دراية بوجود شعب ساليش الساحلي وتطور اهتمامه بالشعوب الأمريكية الأصلية بشكل عام وعلاقتها التقليدية مع الطبيعة.
في عام 1942، بعد طلاق والديه، انتقل سنايدر إلى بورتلاند، أوريغون مع والدته وشقيقته الصغرى، أنثيا. والدتهما لويس سنايدر هينيسي (المولودة باسم ويلكي)، عملت خلال هذه الفترة كمراسلة لصحيفة ذا أوريجونيان. وكانت إحدى أعمال غاري في طفولته فتى نسخ لصحيفة ذا أوريجونيان. وخلال سنوات مراهقته، التحق بمدرسة لنكولن الثانوية، وعمل كمستشار مخيم، وتسلق الجبال مع مجموعة شباب مازاماس. وبقي التسلق ضمن اهتماماته، خاصةً في العشرينيات والثلاثينيات من عمره. في عام 1947، حصل على منحة دراسية لارتياد كلية ريد. حيث التقى مع الكاتب كارل بروجان. وتعرف على فيليب والين وليو ويلش. نشر سنايدر قصائده الأولى في مجلة طلابية خلال فترة وجوده في ريد. وفي عام 1948، أمضى الصيف بالعمل كبحار. وللحصول على هذا العمل، انضم إلى نقابة الطهاة البحريين والمضيفين التي لم تعد موجودة الآن، وعمل بعدها كبحار في منتصف خمسينيات القرن العشرين لاكتساب خبرة حول الثقافات الأخرى في مدن الموانئ. تزوج سنايدر بأليسون غاس في عام 1950؛ ولكنهما انفصلا بعد سبعة أشهر، وتطلقا في عام 1952.
أثناء ارتياد كلية ريد، أجرى سنايدر بحثًا حول الفلكلور في محمية ورم سبرينغز الهندية في أوريغون الوسطى. وتخرج بشهادة مزدوجة في الأنثروبولوجيا (علم الإنسان) والأدب عام 1951. وفي أطروحة التخرج التي كانت بعنوان أبعاد الأسطورة، استخدم سنايدر منظورات من الأنثروبولوجيا والفولكلور وعلم النفس والأدب لدراسة أسطورة شعب هايدا شمال غرب المحيط الهادئ. أمضى فصول الصيف اللاحقة في العمل بتقييم الأخشاب في ورم سبرينغز، حيث طور علاقات مع أفراد المنطقة غير المرتبطين بالأوساط الأكاديمية. شكلت هذه التجربة أساسًا لبعض قصائده المنشورة (بينها قصيدة «عيد التوت»)، التي جمعها لاحقًا في كتاب The back country أو الأرياف النائية. ودرس الأفكار الأساسية للبوذية، من خلال فنونها، وبعض المواقف التقليدية للشرق الأقصى تجاه الطبيعة. وذهب إلى جامعة إنديانا بزمالة دراسات عليا لدراسة الأنثروبولوجيا. (بدأ سنايدر أيضًا بممارسة تأمل الزن الذي تعلمه ذاتيًا). وغادر بعد فصل دراسي واحد للعودة إلى سان فرانسيسكو ليحقق نفسه كشاعر. عمل سنايدر لصيفين في كاسكيد الشمالية في واشنطن كمراقب للحرائق، على جبل كارت في عام 1952 وجبل سوردو في عام 1953 (كلا الموقعين في أعلى نهر سكاجيت). ولكن فشلت محاولاته للحصول على مهمة مراقبة أخرى في عام 1954 (في ذروة المكارثية). وقد مُنع من العمل لدى الحكومة، بسبب ارتباطه بالطهاة البحريين والمضيفين. لذا عاد إلى ورم سبرينغز للعمل في قطع الأشجار كمحضر قطع (يربط الكابلات بجذوع الأشجار). ساهمت هذه التجربة في كتابه أساطير ونصوص ومقالته الغابات العتيقة في الغرب الأقصى.

## التعليم
تعلم في كلية ريد.

## جوائز
حصل على جوائز منها:
- جائزة بولينغن [الإنجليزية]‏ (1997)[31]
- الجوائز الأميركية للكتاب (1984)
- جائزة جوزفين مايلز الأدبية لنادي القلم الدولي في أوكلاند [الإنجليزية]‏
- جائزة بوليتزر عن فئة الشعر
- جائزة بولينغن [الإنجليزية]‏
- زمالة غوغنهايم.

## روابط خارجية
- غاري سنايدر على موقع IMDb (الإنجليزية)
- غاري سنايدر على موقع الموسوعة البريطانية (الإنجليزية)
- غاري سنايدر على موقع ميوزك برينز (الإنجليزية)
- غاري سنايدر على موقع إن إن دي بي (الإنجليزية)
- غاري سنايدر على موقع ديسكوغز (الإنجليزية)